# Christian Montanari
Christian Montanari (ur. 21 czerwca 1981 w San Marino) – sanmaryński kierowca wyścigowy.

## Kariera
Montanari rozpoczął karierę w wyścigach samochodowych w 2002 roku, od startów w Formule Renault 2.0, we  Włoskiej Formule Renault był szósty, a w Europejskim Pucharze Formuły Renault 2.0 - dwudziesty. W późniejszych latach startował w Formule 3000, Włoskiej Formule 3, Formule 3 Euro Series, Europejskim Pucharze Formuły Renault V6, Formule Renault 3.5, FIA GT Championship, Grand American Rolex Series, Le Mans Series, Superstars International Series, Italian Touring Endurance Championship oraz w Italian GT Championship. W prestiżowej Formule 3000 wystartował w 2003 roku, lecz nie zdobył punktów. W Formule Renault 3.5 widniał na liście startowej w latach 2005-2006. Gdy w pierwszym sezonie był ósmy, rok później wygrał wyścig i dwukrotnie stawał na podium. Z dorobkiem 54 punktów uplasował się na ósmej pozycji w klasyfikacji generalnej.

## Statystyki
| Sezon | Seria                                  | Zespół                        | Wyścigi | Zwycięstwa | PP | NO | Podium | Punkty | Pozycja |
| ----- | -------------------------------------- | ----------------------------- | ------- | ---------- | -- | -- | ------ | ------ | ------- |
| 2002  | Europejski Puchar Formuły Renault 2.0  | Drumel Motorsport             | 5       | 0          | 0  | 0  | 0      | 10     | 20      |
| 2002  | Włoska Formuła Renault                 | Drumel Motorsport             | 10      | 0          | 0  | 0  | 2      | 82     | 6       |
| 2002  | Euro 3000                              | GP Racing                     | 1       | 0          | 0  | 0  | 0      | 1      | 13      |
| 2003  | Włoska Formuła 3                       | Coloni                        | 9       | 3          | 2  | 2  | 5      | 98     | 2       |
| 2003  | Formuła 3000                           | Coloni                        | 1       | 0          | 0  | 0  | 0      | 0      | NS      |
| 2004  | Formuła 3 Euroseries                   | Coloni Motorsport             | 4       | 0          | 0  | 0  | 0      | 0      | NS      |
| 2004  | Europejski Puchar Formuły Renault V6   | Victory Engineering           | 4       | 0          | 0  | 0  | 2      | 154    | 6       |
| 2005  | Formuła Renault 3.5                    | Draco Multiracing USA         | 16      | 1          | 1  | 0  | 2      | 54     | 8       |
| 2006  | Formuła Renault 3.5                    | Prema Powerteam               | 17      | 1          | 2  | 1  | 2      | 58     | 7       |
| 2007  | FIA GT - GT1                           | Vitaphone Racing Team         | 10      | 1          | 0  |    | 4      | 54     | 4       |
| 2007  | Grand American Rolex Series - DP       |                               | 1       | 0          | 0  |    | 0      | 25     | 60      |
| 2008  | FIA GT - GT2                           | AF Corse Motorola             | 10      | 0          | 0  |    | 4      | 45     | 4       |
| 2008  | Grand American Rolex Series - GT       | Mastercar                     | 1       | 0          | 0  | 0  | 0      | 0      | NS      |
| 2008  | 24h Le Mans - GT2                      | AF Corse                      | 1       | 0          | 0  | 0  | 0      | N/A    | NS      |
| 2009  | Le Mans Series - LMGT2                 | Hankook - Team Farnbacher     | 2       | 0          | 0  | 0  | 1      | 10     | 13      |
| 2009  | Superstars International Series        | Habitat Racing                | 2       | 0          | 0  | 0  | 2      | 27     | 12      |
| 2009  | Grand American Rolex Series - GT       | Mastercar-Coast 2 Costa Racin | 1       | 0          | 0  | 0  | 0      | 6      | 78      |
| 2009  | 24h Le Mans - GT2                      | Hankook - Team Farnbacher     | 1       | 0          | 0  | 0  | 0      | N/A    | NS      |
| 2010  | Superstars International Series        | Habitat Racing                | 10      | 0          | 0  | 0  | 1      | 12     | 20      |
| 2010  | Italian Touring Endurance Championship | W&D Racing Team               | 2       | 1          | 0  | 1  | 1      | 19     | 12      |
| 2011  | Superstars Championship Italy          | RGA Sportsmanship             | 5       | 0          | 0  | 0  | 1      | 18     | 13      |
| 2011  | Superstars Championship Italy          | Roma Racing Team              | 5       | 0          | 0  | 0  | 1      | 18     | 13      |
| 2011  | Superstars International Series        | RGA Sportsmanship             | 5       | 0          | 0  | 0  | 0      | 16     | 16      |
| 2011  | Superstars International Series        | Roma Racing Team              | 5       | 0          | 0  | 0  | 0      | 16     | 16      |
| 2011  | Italian Touring Endurance Championship | W&D Racing Team               | 1       | 0          | 0  | 0  | 0      | 7      | 15      |
| 2012  | Italian GT Championship - GT3          | Audi Sport Italia             | 4       | 1          | 0  | 0  | 2      | 38     | 16      |
| 2013  | Superstars International Series        | CAAL Racing                   | 1       | 0          | 0  | 0  | 0      | 1      | 34      |

## Wyniki w Formule Renault 3.5
| Legenda oznaczeń w tabelach wyników Wyświetl szablon na nowej stronie | Legenda oznaczeń w tabelach wyników Wyświetl szablon na nowej stronie                                                                     |
| Oznaczenie                                                            | Wyjaśnienie |
| --------------------------------------------------------------------- | --- |
| Złoty                                                                 | Zwycięzca lub mistrzostwo |
| Srebrny                                                               | 2. miejsce lub wicemistrzostwo |
| Brązowy                                                               | 3. miejsce lub II wicemistrzostwo |
| Zielony                                                               | Ukończył, punktował (w klasyfikacji generalnej, gdy zdobył co najmniej jeden punkt na przestrzeni sezonu, poza trzema powyższymi opcjami) |
| Niebieski                                                             | Ukończył, nie punktował (w klasyfikacji generalnej, gdy nie zdobył co najmniej jednego punktu na przestrzeni sezonu)                      |
| Czerwony                                                              | Nie zakwalifikował się (NZ) |
| Czerwony                                                              | Nie prekwalifikował się (NPK) |
| Różowy                                                                | Nie ukończył (NU) |
| Różowy                                                                | Niesklasyfikowany (NS) (w klasyfikacji generalnej, gdy nie został sklasyfikowany w żadnym wyścigu sezonu)                                 |
| Czarny                                                                | Zdyskwalifikowany (DK) |
| Czarny                                                                | Wykluczony (WYK/EX) |
| Biały                                                                 | Nie wystartował (NW) |
| Biały                                                                 | Kontuzjowany (K/INJ) |
| Biały                                                                 | Wyścig odwołany (OD/C) |
| Bez koloru                                                            | Został wycofany (WYC/WD) |
| Bez koloru                                                            | Nie przybył (NP/DNA) |
| Bez koloru                                                            | Nie brał udziału w treningach (NT/DNP) |
| Bez koloru                                                            | Nie został zgłoszony (–) |
| Pogrubienie                                                           | Start z pole position |
| Kursywa                                                               | Najszybsze okrążenie wyścigu |
| †                                                                     | Nie ukończył, ale jego rezultat został zaliczony ze względu na przejechanie więcej niż 90% dystansu wyścigu.                              |
| *                                                                     | Sezon w trakcie |
| 1/2/3                                                                 | Punktowana pozycja w sprincie kwalifikacyjnym                                                                                             |
| Lista systemów punktacji Formuły 1                                    | |

| Rok  | Zespół                | Wyniki w poszczególnych eliminacjach | Wyniki w poszczególnych eliminacjach | Wyniki w poszczególnych eliminacjach | Wyniki w poszczególnych eliminacjach | Wyniki w poszczególnych eliminacjach | Wyniki w poszczególnych eliminacjach | Wyniki w poszczególnych eliminacjach | Wyniki w poszczególnych eliminacjach | Wyniki w poszczególnych eliminacjach | Wyniki w poszczególnych eliminacjach | Wyniki w poszczególnych eliminacjach | Wyniki w poszczególnych eliminacjach | Wyniki w poszczególnych eliminacjach | Wyniki w poszczególnych eliminacjach | Wyniki w poszczególnych eliminacjach | Wyniki w poszczególnych eliminacjach | Wyniki w poszczególnych eliminacjach | Punkty | Pozycja |
| ---- | --------------------- | ------------------------------------ | ------------------------------------ | ------------------------------------ | ------------------------------------ | ------------------------------------ | ------------------------------------ | ------------------------------------ | ------------------------------------ | ------------------------------------ | ------------------------------------ | ------------------------------------ | ------------------------------------ | ------------------------------------ | ------------------------------------ | ------------------------------------ | ------------------------------------ | ------------------------------------ | ------ | ------- |
| 2005 | Draco Multiracing USA | BEL                                  | BEL                                  | MON                                  | VAL                                  | VAL                                  | FRA                                  | FRA                                  | BIL                                  | BIL                                  | DEU                                  | DEU                                  | GBR                                  | GBR                                  | PRT                                  | PRT                                  | ITA                                  | ITA                                  | 54     | 8       |
| 2005 | Draco Multiracing USA | 7                                    | NW                                   | 1                                    | 12                                   | 15                                   | 12                                   | 6                                    | 6                                    | 10                                   | 11                                   | 17                                   | 2                                    | 15                                   | 8                                    | 5                                    | 12                                   | 9                                    | 54     | 8       |
| 2006 | Prema Powerteam       | ZOL                                  | ZOL                                  | MON                                  | TUR                                  | TUR                                  | ITA                                  | ITA                                  | SFR                                  | SFR                                  | DEU                                  | DEU                                  | GBR                                  | GBR                                  | FRA                                  | FRA                                  | ESP                                  | ESP                                  | 58     | 7       |
| 2006 | Prema Powerteam       | 2                                    | 16                                   | NU                                   | 9                                    | NU                                   | NU                                   | NU                                   | 7                                    | 21                                   | 11                                   | 1                                    | 11                                   | NU                                   | 3                                    | 14                                   | 7                                    | 4                                    | 58     | 7       |